# Massachusetts National Guard

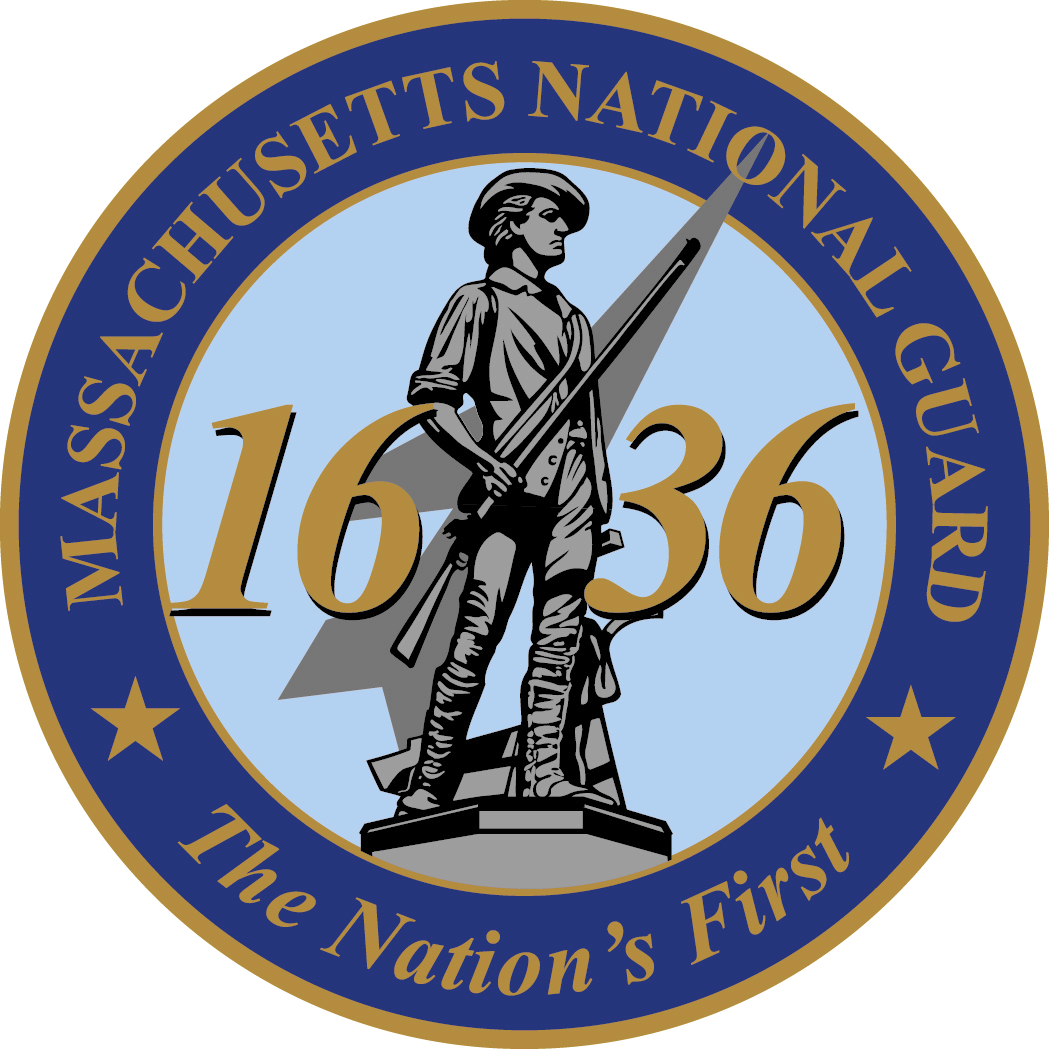
Logo der Massachusetts National Guard

Die Massachusetts  National Guard des US-Bundesstaates Massachusetts besteht seit 1636 und ist die älteste überregionale militärische Einheit  auf dem Gebiet der Vereinigten Staaten. Sie ist heute Teil der im Jahr 1903 aufgestellten Nationalgarde der Vereinigten Staaten (akronymisiert USNG) und somit auch Teil der zweiten Ebene der militärischen Reserve der Streitkräfte der Vereinigten Staaten.

## Organisation
Die Mitglieder der Nationalgarde sind freiwillig Dienst leistende Milizsoldaten, die dem Gouverneur von Massachusetts Charlie Baker unterstehen. Bei Einsätzen auf Bundesebene ist der Präsident der Vereinigten Staaten Commander-in-Chief. Adjutant General of Massachusetts ist seit Mai 2016 Brigadier General Gary W. Keefe.
Die Nationalgarden der Bundesstaaten sind seit 1903 bundesgesetzlich und institutionell eng mit der regulären Armee und Luftwaffe verbunden, so dass (unter bestimmten Umständen mit Einverständnis des Kongresses) die Bundesebene auf sie zurückgreifen kann. Davon zu trennen ist die Staatsgarde, die Massachusetts State Defense Force (z. Z. inaktiv), die allein dem Bundesstaat verpflichtet ist und im Ersten und Zweiten Weltkrieg sowie im Vietnamkrieg die in Europa und im pazifischen Raum dienende Nationalgarde an der Heimatfront ersetzte.
Die Massachusetts  National Guard besteht aus den beiden Teilstreitkraftgattungen des Heeres und der Luftstreitkräfte, namentlich der Army National Guard und der Air National Guard. Die Massachusetts  Army National Guard hatte 2017 eine Personalstärke von 5.863, die Massachusetts Air National Guard eine von 2.114, was eine Personalstärke von gesamt 7.977 ergibt.

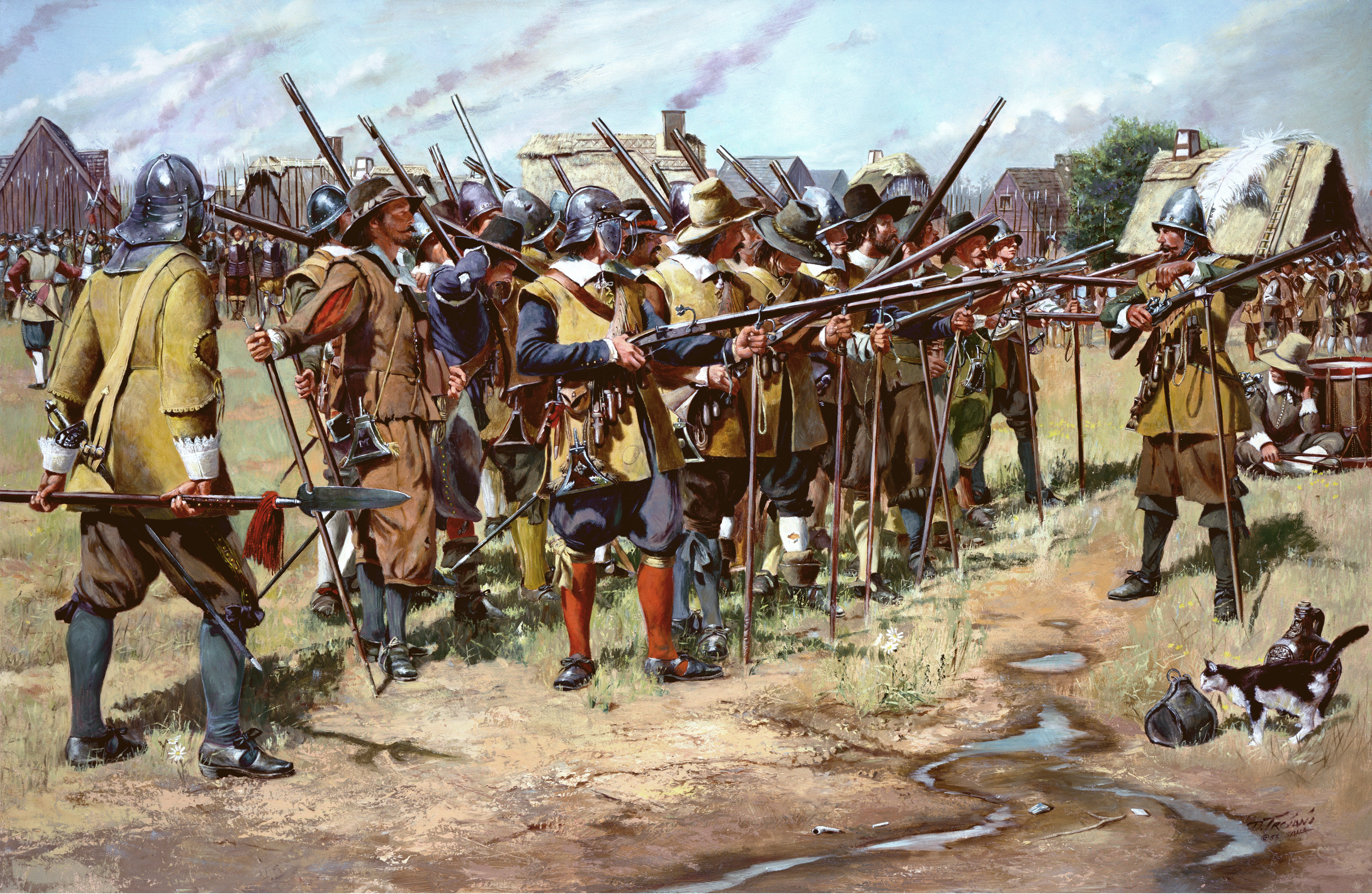
Aufstellung der Miliz der Massachusetts Bay Colony 1637

## Geschichte
Die Massachusetts  National Guard führt ihre Wurzeln auf Milizverbände der Massachusetts Bay Colonial Militia der Massachusetts Bay Colony aus dem Jahr 1636/7 zurück. Massachusetts war eine der dreizehn Kolonien, die sich während der Amerikanischen Revolution gegen die britische Herrschaft auflehnten, ihre Bewährungsprobe hatten die Milizen in der Schlacht von Bunker Hill am 17. Juni 1775. Die Milizen spielten auch eine wichtige Rolle in den Schlachten von Lexington und Concord.
Milizeinheiten der Massachusetts militia waren an allen bedeutenden kriegerischen Auseinandersetzungen der Vereinigten Staaten eingesetzt. 1840 wurde mit dem Massachusetts Militia Law die Massachusetts Volunteer Militia (MVM) begründet, der die Miliz neu organisiert. Zu Beginn des Amerikanischen Bürgerkriegs im Jahr 1861 wurden Einheiten der Massachusetts militia zum Dienst in der Unionsarmee mobilisiert. Von April bis Dezember 1864 wurden zudem insgesamt 27 Freikorps der Massachusetts Volunteer Militia zum aktiven Dienst einberufen, um die Garnisonen an der Küste zu besetzen.
Der 1903 beschlossene Militia Act (dt.: Milizgesetz), auch bekannt unter dem Namen „Dick Act“ nach dem Senator Charles W. F. Dick, war ein Bundesgesetz, das die Nationalgarde in ihren heutigen Strukturen organisierte. Im Ersten Weltkrieg waren zwei Fünftel der in Frankreich kämpfenden Truppen Nationalgardisten aus den verschiedenen Bundesstaaten; im Zweiten Weltkrieg wurden etwa 190.000, im Koreakrieg 140.000 von ihnen eingesetzt.
Die Nationalgarde von Massachusetts leistet im Staat Massachusetts auch Unterstützung in zivilen Notfällen oder Krisensituationen. Sie hat u. a. dazu beigetragen, im Jahr 2021 COVID-19-Impfungen in Orten wie Springfield, East Boston und Danvers an Zivilisten durchzuführen.
Im Zuge der Ermittlungen zu den Pentagon Leaks wurde am 13. April 2023 wurde ein Tatverdächtiger, Jack Teixeira, festgenommen, ein in Massachusetts lebender 21-jähriger Angehöriger der Massachusetts Air National Guard.

## Wichtige Einheiten und Kommandos
Wichtige Einheiten und Kommandos der Massachusetts  National Guard sind:

### Joint Force Headquarters (JFHQ-MA)
stationiert auf der Hanscom Air Force Base, Hanscom Field

### Army National Guard
- 26th Maneuver Enhancement Brigade
- 54th Massachusetts Volunteer Regiment
- 101st Field Artillery Regiment
- 101st Engineer Battalion
- 151st Regional Support Group
  - 164th Transportation Battalion
  - 3rd Battalion, 126th Aviation Regiment
  - D Company, 223rd Military Intelligence Battalion
- 1st Battalion, 181st Infantry Regiment (Teil des 44th Infantry Brigade Combat Team, NJ Army National Guard (ARNG))
- 1st Battalion, 182nd Infantry Regiment (Teil des 27th Infantry Brigade Combat Team, New York ARNG)
- Company C, 1st Battalion, 20th Special Forces Group
- 211th Military Police Battalion („First Corps of Cadets“)
- 101st Regiment (Regional Training Institute)

### Air National Guard
- 102d Intelligence Wing auf der Otis Air National Guard Base, Mashpee
- 104th Fighter Wing auf der Barnes Air National Guard Base, Westfield
- 253d Cyberspace Engineering Installation Group